# Josef Osburg
Josef Osburg (* 1923 in Schierschwende (heute Gemeinde Südeichsfeld); † 2009 in Oberursel) war ein deutscher Diplom-Mathematiker, Generaldirektor der Versicherungsgruppe Alte Leipziger, Ehrenvorsitzender der Aufsichtsräte der ALTE LEIPZIGER Lebensversicherung auf Gegenseitigkeit, der ALTE LEIPZIGER Versicherung AG und der ALTE LEIPZIGER Holding AG.

## Leben
Nach dem Studium der Mathematik und Philosophie in Bamberg und Marburg, tritt er 1954 der Alten Leipziger bei. 1972 wurde er in die Vorstände der ALTE LEIPZIGER Lebensversicherung und 
der ALTE LEIPZIGER Versicherung berufen. 1985 wir er zum Vorsitzenden der Vorstände beider 
Gesellschaften ernannt. 1989 wechselte er als Vorsitzender in die Aufsichtsräte der ALTE LEIPZIGER Lebensversicherung und der ALTE LEIPZIGER Versicherung sowie weiterer Gesellschaften im ALTE LEIPZIGER - HALLESCHE Konzern. Darüber hinaus war er von 1993 bis 1997 stellvertretender Vorsitzender des Aufsichtsrats der HALLESCHE Krankenversicherung auf Gegenseitigkeit. Im Jahre 1997 ist Herr Osburg 
aus gesundheitlichen Gründen aus den Aufsichtsräten ausgeschieden und ist zum Ehrenvorsitzenden der Aufsichtsräte ernannt worden.
1996 erhielt Osburg das Bundesverdienstkreuz am Bande. Im gleichen Jahr wurde ihm der Goldene Ehrenring der Stadt Bad Gandersheim verliehen.